# 개지치
개지치(학명 : Lithospermum arvense)는 한국 각처의 산이나 들에 나는 한두해살이풀로 높이는 20-40cm이다. 전체에 흰색의 짧은 강모가 있고, 다소 잿빛이 돈다. 잎은 어긋나며 좁은 피침형, 길이 1-3cm, 폭 1-3(7)mm, 끝이 둔하다. 꽃은 흰색, 지름 3-4mm, 줄기 윗부분의 잎겨드랑이에 1송이씩 달리고, 화관은 5갈래, 화관통 입구에 돌기가 없다. 열매는 소견과로 난형, 회백색, 끝이 둔하고 골질이다. 어린잎은 식용한다.